# Pulaski County (Virginia)
Pulaski County ist ein County im Bundesstaat Virginia der Vereinigten Staaten. Im Jahr 2020 hatte das County 33.800 Einwohner und eine Bevölkerungsdichte von 40,7 Einwohnern pro Quadratkilometer. Der Verwaltungssitz (County Seat) ist Pulaski. Das County gehört zu den Dry Countys, was bedeutet, dass der Verkauf von Alkohol eingeschränkt oder verboten ist.

## Geographie
Pulaski County liegt im mittleren Südwesten von Virginia und hat eine Fläche von 854 Quadratkilometern, wovon 23 Quadratkilometer Wasserfläche sind. Es grenzt im Uhrzeigersinn an folgende Countys: Montgomery County, Floyd County, Carroll County, Wythe County, Bland County und Giles County.

## Geschichte
Gebildet wurde es 1839 aus Teilen des Montgomery County und des Wythe County. Benannt ist es nach Kazimierz Pułaski, einem General des Unabhängigkeitskrieges.

## Demografische Daten

Alterspyramide des Pulaski County

Nach der Volkszählung im Jahr 2000 lebten im Pulaski County 35.127 Menschen. Davon wohnten 1.112 Personen in Sammelunterkünften, die anderen Einwohner lebten in 14.643 Haushalten und 10.147 Familien. Die Bevölkerungsdichte betrug 42 Einwohner pro Quadratkilometer. Ethnisch betrachtet setzte sich die Bevölkerung zusammen aus 92,60 Prozent Weißen, 5,57 Prozent Afroamerikanern, 0,15 Prozent amerikanischen Ureinwohnern, 0,32 Prozent Asiaten, 0,04 Prozent Bewohnern aus dem pazifischen Inselraum und 0,37 Prozent aus anderen ethnischen Gruppen; 0,94 Prozent stammten von zwei oder mehr ethnischen Gruppen ab. 0,96 Prozent der Bevölkerung waren spanischer oder lateinamerikanischer Abstammung.
Von den 14.643 Haushalten hatten 26,9 Prozent Kinder und Jugendliche unter 18 Jahre, die bei ihnen lebten. 54,9 Prozent waren verheiratete, zusammenlebende Paare, 10,5 Prozent waren allein erziehende Mütter, 30,7 Prozent waren keine Familien, 27,0 Prozent waren Singlehaushalte und in 11,1 Prozent lebten Menschen im Alter von 65 Jahren oder darüber. Die Durchschnittshaushaltsgröße betrug 2,32 und die durchschnittliche Familiengröße lag bei 2,80 Personen.
Auf das gesamte County bezogen setzte sich die Bevölkerung zusammen aus 20,6 Prozent Einwohnern unter 18 Jahren, 7,3 Prozent zwischen 18 und 24 Jahren, 29,2 Prozent zwischen 25 und 44 Jahren, 27,7 Prozent zwischen 45 und 64 Jahren und 15,2 Prozent waren 65 Jahre alt oder darüber. Das Durchschnittsalter betrug 40 Jahre. Auf 100 weibliche Personen kamen 97,4 männliche Personen. Auf 100 Frauen im Alter von 18 Jahren oder darüber kamen statistisch 95,2 Männer.

Das jährliche Durchschnittseinkommen eines Haushalts betrug 33.873 USD, das Durchschnittseinkommen der Familien betrug 42.251 USD. Männer hatten ein Durchschnittseinkommen von 30.712 USD, Frauen 21.596 USD. Das Prokopfeinkommen betrug 18.973 USD. 10,6 Prozent der Familien und 13,1 Prozent der Bevölkerung lebten unterhalb der Armutsgrenze. Davon waren 18,9 Prozent Kinder oder Jugendliche unter 18 Jahre und 11,5 Prozent waren Menschen über 65 Jahre.